# ريوييا ازومي
ريوييا ازومي (باليابانية: 飯泉 涼矢) (مواليد 28 ديسمبر 1995) هو لاعب كرة قدم ياباني.

## وصلات خارجية
- ريوييا ازومي على موقع رابطة كرة القدم اليابانية للمحترفين (اليابانية)
- ريوييا ازومي على موقع قاعدة بيانات كرة القدم.إي يو (الإنجليزية)
- ريوييا ازومي على موقع Soccerway.com (الإنجليزية)